# Freedom (Oklahoma)
Freedom es un pueblo ubicado en el condado de Woods en el estado estadounidense de Oklahoma. En el año 2010 tenía una población de 289 habitantes y una densidad poblacional de 321,11 personas por km².

## Geografía
Freedom se encuentra ubicado en las coordenadas 36°46′09″N 99°06′48″O / 36.769179, -99.113415.

## Demografía
Según la Oficina del Censo en 2000 los ingresos medios por hogar en la localidad eran de $36,250 y los ingresos medios por familia eran $38,500. Los hombres tenían unos ingresos medios de $31,458 frente a los $22,500 para las mujeres. La renta per cápita para la localidad era de $20,255. Alrededor del 9.3% de la población estaban por debajo del umbral de pobreza.